# 菲利普·迪布维格
菲利普·哈伦·迪布维格（1955年5月22日—），又译迪布韦克，美国经济学家，圣路易斯华盛顿大学奥林商学院教授。他与本·伯南克和道格拉斯·戴蒙德一同获得2022年诺贝尔经济学奖，“以表彰其在银行和金融危机方面研究的貢獻”。
迪布维格专注于资产定价、投资和公司治理。他曾任普林斯顿大学助理教授，耶鲁大学教授，以及西南财经大学金融研究院院长。迪布维格在2002－2003年担任西方金融协会主席，并曾担任多份期刊的编辑或副编辑，包括《金融研究评论》《经济理论杂志》《金融与随机分析》《金融杂志》《金融中介杂志》《金融与定量分析杂志》《金融研究评论》。迪布维格于2009年获评长江学者讲座教授。
迪布维格以其与道格拉斯·戴蒙德合作研究的戴蒙德-迪布维格银行挤兑模型而闻名。

## 性骚扰指控
2022年，迪布维格被指涉嫌性骚扰，7名学生投诉遭到迪布维格性骚扰。其律师强调相关指控不实。圣路易斯华盛顿大学正在调查迪布维格的性骚扰指控。